# サンプルリターン

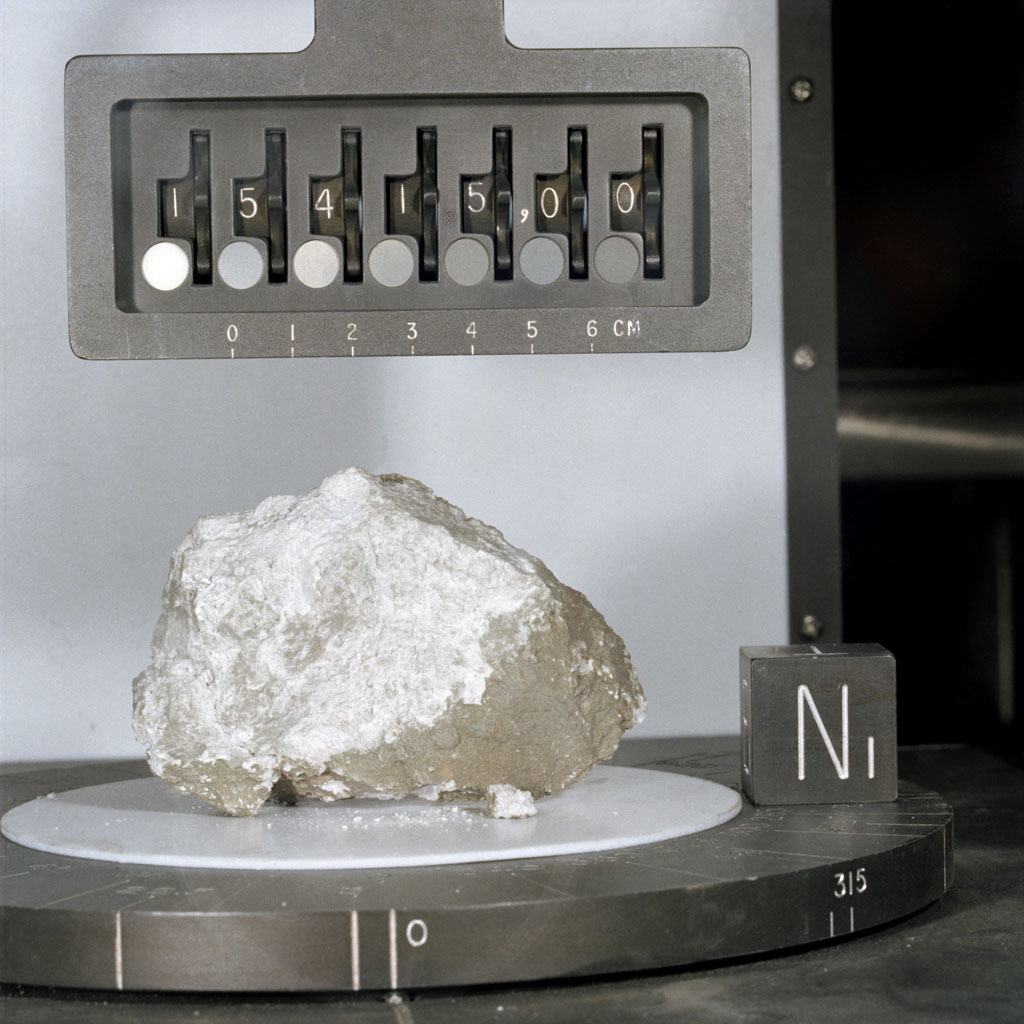
アポロ15号で持ち帰られたジェネシス・ロック

サンプルリターンは地球以外の天体や惑星間空間から試料（サンプル）を採取し、持ち帰る（リターン）ことである。試料は土砂や岩の状態で収集されることもあれば、宇宙塵のように粒子状のものもある。

## サンプルリターンの歴史

### 20世紀
初めてのサンプルリターンは、アメリカ航空宇宙局 (NASA) のアポロ計画による「月の石」の採取である。1969年のアポロ11号では約22kg、アポロ12号では約34kg、1971年のアポロ14号では約42kg、アポロ15号では約77kg、1972年のアポロ16号では約96kg、アポロ17号では約111kgの試料を持ち帰った。アポロ宇宙船は有人だった。
一方、ソビエトはルナ計画で無人機による月からのサンプルリターンを行った。1970年のルナ16号では101g、1974年のルナ20号では55g、1976年のルナ24号では170.1gの土を持ち帰った。1996 - 1997年には、宇宙ステーションミールでエアロゲルを使用して地球周回軌道のスペースデブリの収集が18ヶ月間かけて実施された。

### 21世紀現在
1976年のルナ24号によるサンプルリターンから25年後に打ち上げられたNASAのジェネシスは、2001年12月から2004年4月にかけて太陽風の試料を収集した。ジェネシスの収集器には超高純度のシリコンや金やサファイヤやダイヤモンドが使われており、それらの異なるウエハーは異なる太陽風の粒子を採取するために用いられた。しかし、回収カプセルは2004年9月に地球の大気圏に再突入したがパラシュートが開傘せず、ユタ州の砂漠地帯の地上に激突した。壊れたカプセルから微量の試料を取り出すことができた。それは月より外側から得られた初めての試料だった。
1999年に打ち上げられたNASAのスターダストは、2004年1月にヴィルト第2彗星のコマから噴出した粒子を収集し、2006年に地球へ持ち帰った。

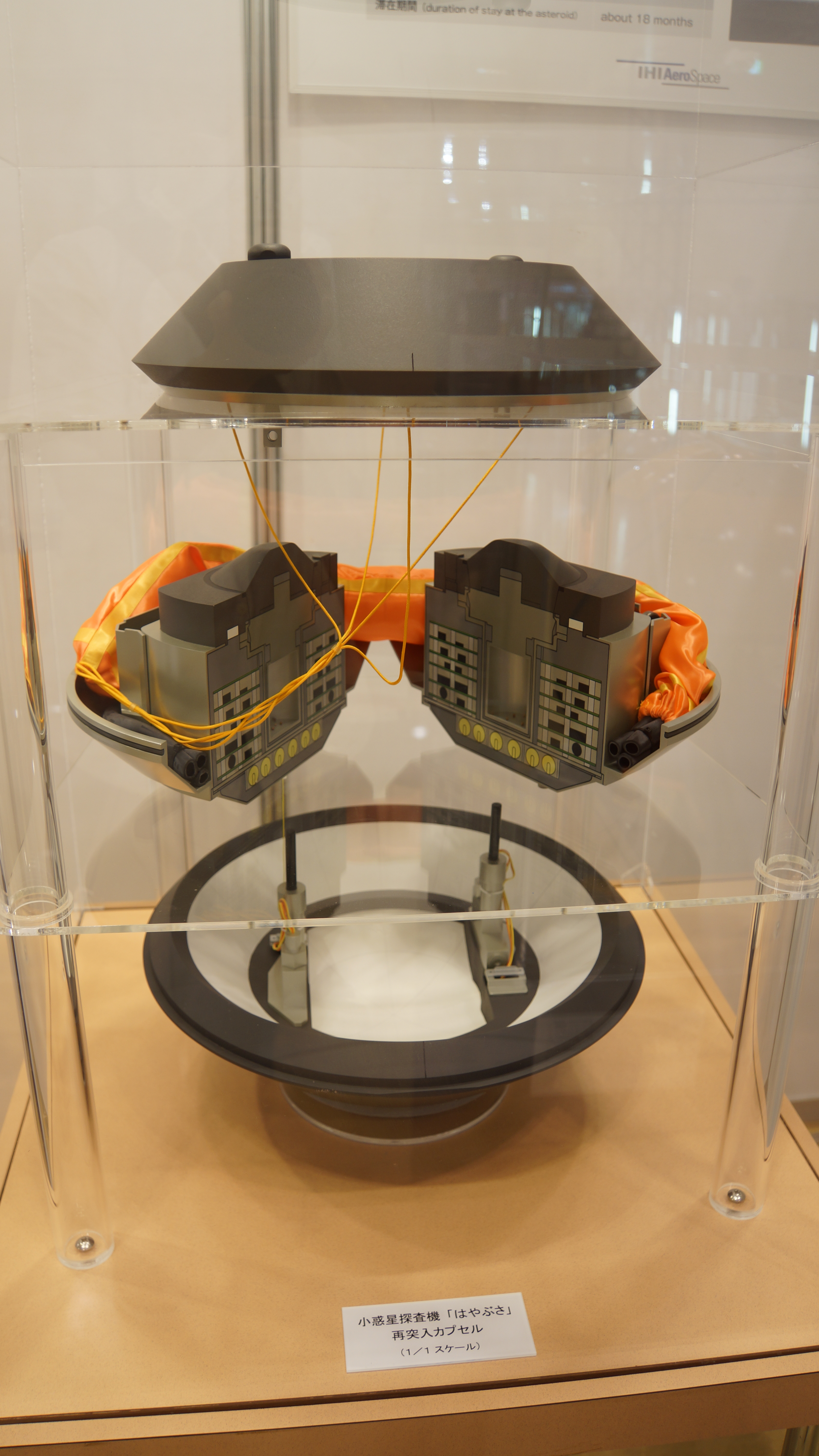
小惑星探査機「はやぶさ」　再突入カプセル

2003年に打ち上げられた宇宙航空研究開発機構 (JAXA) のはやぶさは2005年に小惑星イトカワの探査を行い、試料の採取を試みた後、2010年6月に地球へ帰還した。サンプル採取装置は設計通りに作動しなかったものの、探査機がイトカワに着陸した時に舞い上がった微粒子が試料容器に到達した可能性があるとして、容器の内壁に付着していた微粒子の一部を回収し分析した結果、大部分がイトカワ由来と判断された。
ロシアでは火星の衛星フォボスからサンプルリターンを行うフォボス・グルント計画が進められ、2011年11月9日に打ち上げられたが、地球周回軌道からの離脱に失敗し、2012年1月15日に太平洋に落下した。
JAXAでははやぶさ2を2014年12月に打ち上げ、イトカワとは異なる組成の小惑星リュウグウからのサンプルリターンを行い、2020年12月に帰還した。
中国は2020年11月23日 (UTC)、現地時間11月24日 に嫦娥5号を打ち上げ、月からのサンプルリターンに踏み出した。同年12月17日（北京時間）に帰還機の回収に成功した。
NASAでは、地球近傍小惑星ベンヌからのサンプルリターンを目的とするオシリス・レックス計画を進めており、2016年9月に打ち上げられ、ベンヌを探査し、サンプルを採取して2023年9月24日 (UTC) に地球帰還を果たした。
中国は嫦娥5号の後も2024年に嫦娥6号によって月面からのサンプルリターンを実施した。これは世界初の月の裏側からのサンプルリターンだった。

### 進行中
ヨーロッパ宇宙機関 (ESA) はNASAと共同で火星からのサンプルリターン「マーズ・サンプル・リターン・ミッション」を計画している。ローバーによるサンプル採取・火星周回軌道への打ち上げ・そして地球までの輸送という3段階を、それぞれ別の探査機を用いて行うという、NASAとの共同計画の一部となっている。最初の探査機はNASAのマーズ2020（探査車パーサヴィアランスを搭載）で、2020年に打ち上げられた。ドッキングや惑星間輸送にはATVやベピ・コロンボの技術が応用される予定。2021年9月6日、探査車パーサヴィアランスがサンプル採取に成功していたことが発表された。しかしこのサンプル容器の回収には手間が掛かりすぎることから、回収方法について再検討が行われている。
中国は地球近傍小惑星 2016 HO3 Kamo`oalewa（カモオアレワ）からのサンプルリターン機天問2号を2025年5月29日に打ち上げた。サンプルリターン後はエルスト・ピサロ彗星の探査も行う予定。

### 将来
中国は天問3号で火星からサンプルリターンを行う計画である。打ち上げは2機のロケットに分けて行われ、2028年ごろに打ち上げ、2030年の地球帰還を目指している。
JAXAはかぐや後継機による月からのサンプルリターンを計画している。また火星の衛星からのサンプルリターンは、はやぶさの技術を応用すれば可能と考えており、火星衛星探査機「MMX (Martian Moons eXploration)」 が開発段階にある。このほか火星探査機MELOSではミッションの一環として固体表面への着陸を伴わない火星大気のサンプルリターンも構想されている。
NASAは将来的に「ARM (Asteroid Redirect Mission)」と呼ばれる、小惑星の破片を月の近くまで運搬して有人作業により回収するという手の込んだ計画もあるが、こちらは中止される見込み。
なおアメリカや中国は有人月探査計画を構想しているため、もし実現すればふたたび有人サンプルリターンの機会も得られることになる。

## 無人サンプルリターンの一覧
有人サンプルリターンの一覧についてはアポロ計画および月の石を参照。また宇宙ステーションでの有人作業により、地球近辺の宇宙空間からサンプルを採取するミッションが行われたことが何度かある。
| 打ち上げ日時                 | 名前                                   | サンプル               | 収集先                        | 帰還日時               | 結果                                                   |
| ---------------------------- | -------------------------------------- | ---------------------- | ----------------------------- | ---------------------- | ------------------------------------------------------ |
| 1969年7月13日                | ルナ15号                               |                        | 月                            | （未帰還）             | 失敗                                                   |
| 1970年9月12日                | ルナ16号                               | 101gの土               | 月                            | 1970年9月24日          | 成功                                                   |
| 1971年9月2日                 | ルナ18号                               |                        | 月                            | （未帰還）             | 失敗                                                   |
| 1972年2月14日                | ルナ20号                               | 55gの土                | 月                            | 1972年2月25日          | 成功                                                   |
| 1974年11月2日                | ルナ23号                               |                        | 月                            | （未帰還）             | 失敗                                                   |
| 1976年8月9日                 | ルナ24号                               | 170gの土               | 月                            | 1976年8月22日          | 成功                                                   |
| 1999年2月7日                 | スターダスト                           | 100万以上の粒子        | ヴィルト第2彗星               | 2006年1月15日          | 成功                                                   |
| 2001年8月8日                 | ジェネシス                             | 太陽風の粒子           | 太陽-地球ラグランジュ点L1付近 | 2004年9月8日           | 部分的な成功 帰還時に試料の一部が損傷                  |
| 2003年5月9日                 | はやぶさ                               | 1,500の微粒子          | イトカワ                      | 2010年6月13日          | 部分的な成功 予定より少ない試料を回収                  |
| 2011年11月9日                | フォボス・グルント                     | 200gの土（予定）       | フォボス                      | 2012年1月15日 （墜落） | 失敗 地球周回軌道からの離脱に失敗                      |
| 2014年12月3日                | はやぶさ2                              | 5.4g以上の土           | リュウグウ                    | 2020年12月6日          | 成功                                                   |
| 2016年9月8日                 | オサイリス・レックス                   | 約250gの土 （見込み）  | ベンヌ                        | 2023年9月24日          | 成功                                                   |
| 2020年7月30日 （マーズ2020） | マーズ・サンプル・リターン・ミッション | 火星の岩石や土         | 火星                          | （帰還機は未打上）     | サンプル採取成功・採集作業継続中（パーサヴィアランス） |
| 2020年11月23日               | 嫦娥5号                                | 1731gの岩石や土        | 月                            | 2020年12月17日         | 成功                                                   |
| 2024年5月3日                 | 嫦娥6号                                | 1935.3 gの岩石や土     | 月の裏                        | 2024年6月25日          | 成功                                                   |
| 2025年5月29日                | 天問2号                                | 近地球小惑星のサンプル | 2016 HO3 Kamo`oalewa          | 2027年末頃             | 往路航行中                                             |

## 参考資料
- Mars Exploration: Sample Returns Jet Propulsion Laboratory Mars Exploration Program on sample return missions.
- Stardust Homepage Jet Propulsion Laboratory Stardust mission website.
- Genesis Mission Homepage Jet Propulsion Laboratory Genesis mission website.
- Stardust: Aerogel Stardust website on aerogel technology.
- 小惑星探査機「はやぶさ」情報 JAXA Hayabusa project update.
- MarsNews.com: Mars Sample Return MarsNews.com on Mars Sample Return missions.
- Texas Space Grant Consortium: Missions to the Moon A list of missions to the Moon from 1958 to 1998.